# Cimetière national d'Alton
Le cimetière national d'Alton est un des cimetières nationaux des États-Unis situé dans la ville d'Alton, dans le comté de Madison, en Illinois. Administré par le département américain des anciens combattants, il comprend seulement une parcelle de 0,5 acres (0,2 ha) de terrain, et à la fin de 2005, contient 522 tombes. Il est maintenu par le cimetière national de Jefferson Barracks, à Saint-Louis, dans le Missouri.

## Histoire
À l'origine section militaire du cimetière de la ville d'Alton, et en usage depuis les années 1870, la parcelle d'un demi-acre est donnée au gouvernement fédéral en 1940. Il est prévu que les restes enterrés dans le cimetière soient déplacés dans le cimetière national de Springfield, mais les protestations du public l'en empêchent. C'est le lieu de repos de nombreux soldats de l'Union de la guerre de Sécession.
En 2006, Alton annonce la première cérémonie du coucher de soleil de la journée de commémoration dans le cimetière, que l'on espère annuelle, qui comprendra des discours des élus locaux, un concert de la fanfare de la base aérienne de Scott (cornemuses et tambours), et 21 coups de canons du VFW. Cet événement est suivi et se poursuit jusqu'à nos jours.